# Los americký
Los americký (Alces americanus) je druh losa. Žije v lesích Kanady, Aljašky a také v severovýchodní Asii. Je blízkým příbuzným losa evropského (Alces alces).

## Poddruhy
Bývá popisováno sedm poddruhů:
- Los východoamerický (Alces americanus americanus)
- Los yukonský (Alces americanus andersoni)
- Los kamčatský (Alces americanus buturlini)
- Los mandžuský (Alces americanus cameloides)
- Los aljašský (Alces americanus gigas)
- Los sibiřský (Alces americanus pfizenmayeri)
- Los yellowstonský (Alces americanus shirasi)

## Popis
Společně s losem evropským se jedná o největší zástupce jelenovitých. Jejich tělo měří na délku mezi 240 a 310 cm, kohoutková výška je 140–235 cm. Váha se pohybuje od 200 do 825 kg, záleží na poddruhu. Samice jsou menší a lehčí než jejich protějšky. Typické pro oba druhy losů je lopatovité paroží pokryté jemnou kůží, které každý rok shazují.
Mají šedohnědou až černou srst, která na krku tvoří hřívu.

### Výskyt
Obývají východní Kanadu, Novou Anglii, severní New York, Nové Skotsko, Čínu, Mongolsko, Severní Koreu a Rusko. Na začátku 20. století byla malá populace dovezena i na Nový Zéland, kde ale nakonec vymřela. Vyhledávají smíšené a borové lesy.

## Rozmnožování
Losi žijí většinu roku sami, v období páření se shlukují dohromady. Samice bez mladých jsou vůči lidem většinou mírné.
Mladí losi jsou na svých matkách závislí asi do 10 až 11 měsíců, kdy se o sebe již dokáží sami postarat.

## Lov
Lovecká doba je od podzimu až do zimy.